# Tokyo Metro Museum
Le Tokyo Metro Museum (地下鉄博物館, Chikatetsu Hakubutsukan) est un musée ferroviaire situé dans l'arrondissement d'Edogawa à Tokyo, au Japon.
Le musée est la propriété de la Metro Cultural Foundation, un organisme sans but lucratif dépendant du Tokyo Metro.

## Histoire
Le musée a ouvert le 12 juillet 1986.

## Collection
Le musée expose quelques exemplaires du matériel roulant du métro de Tokyo, dont une voiture d'une rame Eidan 300 ayant circulé sur la ligne Marunouchi et une voiture d'une rame Eidan 1000 de la ligne Ginza. Le reste du musée comprend des espaces d'exposition expliquant l'histoire et la construction du métro, les techniques ferroviaires et la sécurité. Des simulateurs de conduite sont à la disposition des visiteurs.

Matériel préservé
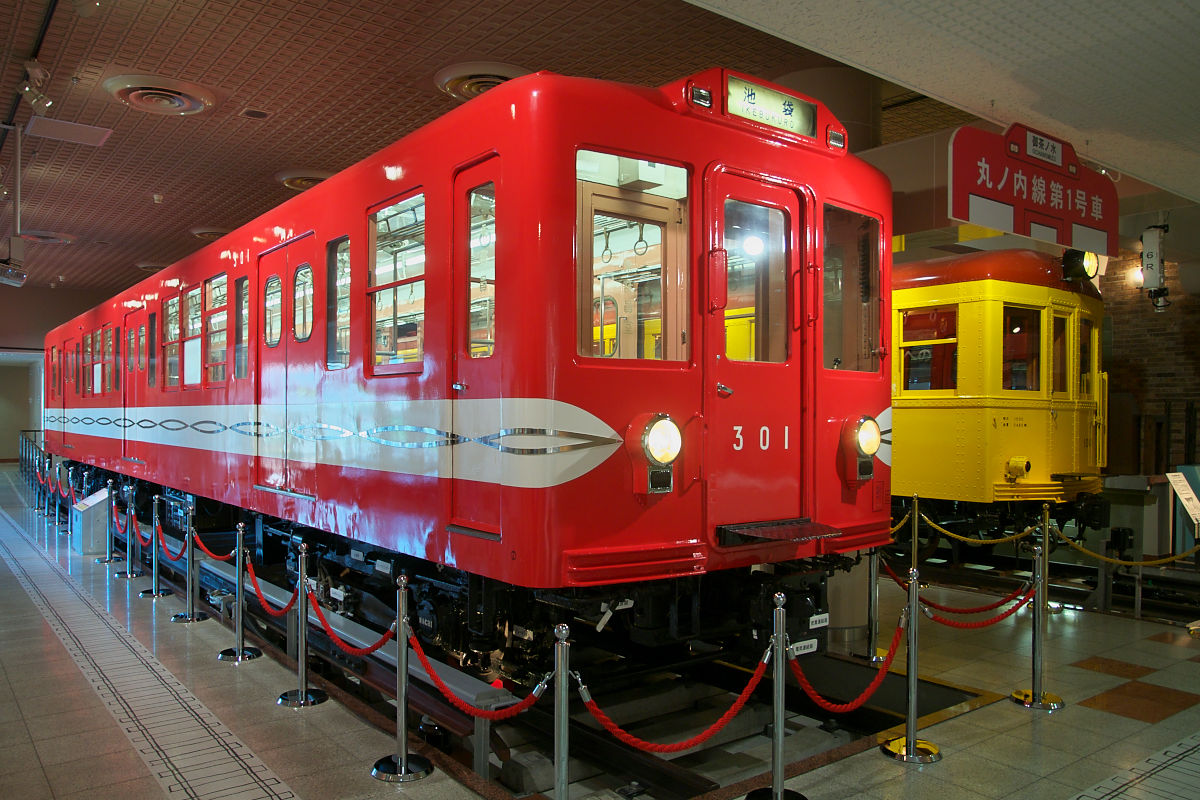
Voitures de rames Eidan 300 et 1000.
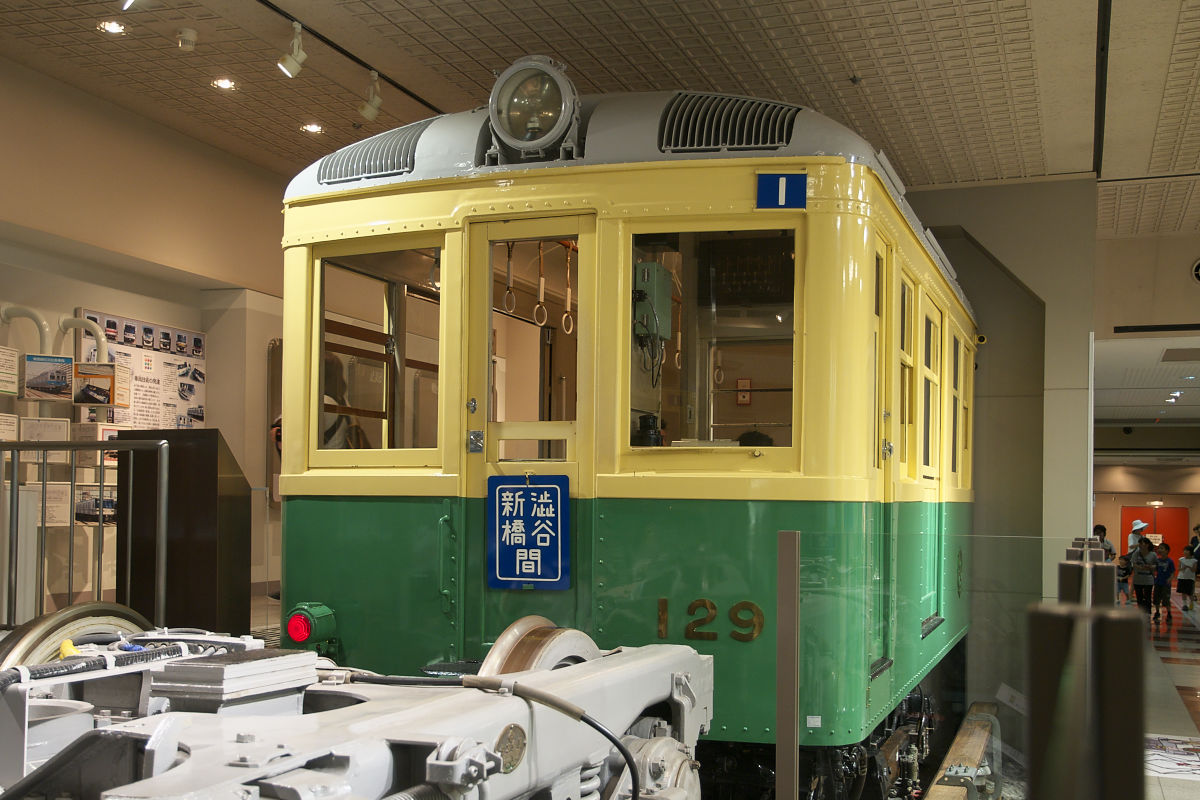
Extrémité d'une rame Eidan 100.